# Leadhills Mineral Tramway
| Vorne eine Kerr-Stuart-Lok der Darwin-Klasse mit einem recht- eckigen Wasserkasten und dahinter eine Kerr-Stuart-Lok der Skylark-Klasse, deren Wasserkasten kürzer als der Kessel war |         |                                   |                                   |
| Streckenverlauf der Tramway auf einer Karte von 1896/97 |         |                                   |                                   |
| Streckenlänge: | 0,75 km |                                   |                                   |
| Spurweite: | 508 mm  |                                   |                                   |
| |         |                                   |                                   |
| \| \| \| Erzwäsche Washing Mill (Lead Ore) \| \| \| \| Tunnel \| \| \| \| Wilson’s Shaft \|                                                                                           |         |                                   |                                   |
| Betriebs-/Güterbahnhof Streckenanfang (Strecke außer Betrieb) |         | Erzwäsche Washing Mill (Lead Ore) | Erzwäsche Washing Mill (Lead Ore) |
| Tunnel (Strecke außer Betrieb) |         | Tunnel                            | Tunnel                            |
| Betriebs-/Güterbahnhof Streckenende (Strecke außer Betrieb) |         | Wilson’s Shaft                    | Wilson’s Shaft                    |

Die Leadhills Mineral Tramway war eine um 1896 betriebene 750 m lange, schnurgerade Feldbahn mit einer Spurweite von 508 mm (20 Zoll) bei Leadhills in South Lanarkshire im Südwesten Schottlands.

## Geschichte
Die ersten Bleiminen wurden bei Leadhills wohl schon in vor-römischer Zeit in der Eisenzeit ab 360 v. Chr. betrieben. Der erste urkundliche Beleg stammt aus dem Jahr 1239, als die Mönche der Newbattle Abbey die Erlaubnis erhielten, in „Crawford Muir“ eine Mine zu betreiben.
Das Erzvorkommen war bis 1517 kaum bekannt und wurde erst ab dem 17. Jahrhundert systematisch abgebaut. Im Jahr 1810 förderten die Leadhills-Minen etwa 1400 Tonnen Blei, die zum damaligen Preis mehr als 45.000 £ wert waren; danach ging die Förderung jedoch so weit zurück, dass die Jahresproduktion nur noch 700 bis 800 Tonnen betrug. 1868 wurde eine 4 km lange unterirdische Eisenbahnstrecke mit einem Kostenaufwand von 7213 £ gebaut. Um 1859 baute die Leadhills Mining Company die Schmelze zu einer Silberraffinerie aus, die aus jeder Tonne Bleierz 3 Unzen Silber gewann. Ein etwa 90 m (300 Fuß) hoher Schornstein wurde bei der Schmelzhütte gebaut, der den Rauch besser ableitete, aber auch die Sammlung von Blei aus dem kondensierten Rauch im Schornstein ermöglichte. In der Nähe des heutigen Golfplatzes wurde eine Aufbereitungs- und Waschanlage errichtet, die durch die geradlinige Feldbahn mit Wilson's Schaft verbunden war.
Die Feldbahn wurde um 1879 verlegt und 1886 durch eine Überbauung (den sogenannten Tunnel) gegen winterliche Schneeverwehungen geschützt. Die Normalspur-Eisenbahn erreichte Leadhills 1901, so dass das aufbereitete Erz mit der Bahn abtransportiert wurde. Die Produktion stieg auf 3000 Tonnen, etwa 15 Tonnen pro Mann, und das Unternehmen zahlte eine Dividende von 70 %.
Um 1910 gab es außerdem Feldbahn vom Glengonmar Shaft zum Wilson's Shaft. Die Produktion von aufbereitetem Blei betrug 1878 und 1881 etwa 1350 und 1805 Tonnen und enthielt im Durchschnitt 6 bis 12 Unzen Silber pro Tonne.

## Lokomotiven
Die Feldbahn wurde mit folgenden Dampflokomotiven betrieben:
- Eine zweigekuppelte Andrew-Barclay-Lok der E-Klasse (Werksnummer AB1790/1923), die neu an die Wanlockhead Lead Mining Co. geliefert wurde. Sie hatte eine Spurweite von 508 mm (20 Zoll), Außenzylinder mit Bohrung- × Hub-Abmessungen von 152 × 254 mm (6 × 10 Zoll) und Räder mit einem Durchmesser von 457 mm (1 Fuß 6 Zoll) sah ähnlich aus wie die etwas leistungsstärkeren Lokomotiven Cegin und Glyder aus dem Penrhyn-Steinbruch. Sie wurde im April 1923 von Kilmarnock aus verschickt.
- Eine Kerr-Stuart-Lok der Darwin-Klasse mit einem rechteckigen Wasserkasten
- Eine Kerr-Stuart-Lok der Skylark-Klasse, deren Wasserkasten kürzer als der Kessel war